# Boris Tschatalbaschew
Boris Tschatalbaschew (bulgarisch Борис Николов Чаталбашев; * 30. Januar 1974 in Plewen) ist ein bulgarischer Schachspieler. Seit 2018 spielt er für Dänemark. 
Die bulgarische Meisterschaft konnte er viermal gewinnen: 1991, 1998, 2007, 2010. Er spielte für Bulgarien bei drei Schacholympiaden: 1996, 1998 und 2004. Außerdem nahm er zweimal an den europäischen Mannschaftsmeisterschaften (2003 und 2007) teil. 
Dänischer Mannschaftsmeister wurde er mit dem Team Xtracon Køge in den Saisons 2018/19 und 2019/20, in der ungarischen Mannschaftsmeisterschaft spielte er in der Saison 2016/17 für Lila Futó-Hóbagoly SE. Im April 2023 gewann Tschatalbaschew in Svendborg erstmals die dänische Einzelmeisterschaft.
| Hier fehlt eine Grafik, die leider im Moment aus technischen Gründen nicht angezeigt werden kann. Wir arbeiten daran! |